# Maria da Conceição Santana
Maria da Conceição Santana (Recife, 29 marzo 1960) è un'ex cestista brasiliana.

## Carriera
Con il Brasile ha disputato i Campionati mondiali del 1979.